# Hôtel Anneville du Vast
L’hôtel Anneville du Vast est un hôtel particulier du  milieu du XVIIIe siècle situé à Valognes dans le département de la Manche en Normandie.

## Localisation
L'hôtel est situé au no 7, rue des Capucins.

## Historique
C'est un bourgeois de Valognes, Pierre Bourdet, qui acquiert une maison modeste qui occupait l'emplacement de l'hôtel en 1725. Il fait réaliser les premières transformations jusqu'à sa mort en 1738. Marguerite de Camprond achète l'édifice en 1771 et l'étend en se portant acquéreur de la maison voisine. À sa mort, l'hôtel passe dans la famille de son beau-frère, qui donne son nom à l'édifice.
Des locataires de l'édifice inspirent des personnages à Jules Barbey d'Aurevilly dans son roman Le Chevalier des Touches. L'édifice est un élément de la vie sociale locale entre 1843 et 1915.
L'hôtel a été inscrit en totalité aux monuments historiques par un arrêté du 5 septembre 2012.

## Description
L'hôtel a conservé sa configuration d'origine à l'intérieur et à l'extérieur : 5 travées pour la façade sur rue, et deux niveaux plus les combles pourvus de lucarnes. 
La façade sur rue, très élégante, est bâtie en pierre calcaire taillée régulièrement.
La façade intérieure est édifiée en moellons. 
La distribution des pièces, connue par un acte de vente de 1849, est la même de nos jours.
Des éléments de l'édifice, un escalier en pierre locale et les sols du rez-de-chaussée, se rattachent au style architectural du XVIIe siècle. Les pièces de réception ont conservé des éléments d'époque  Louis XV, parquets, cheminées et boiseries.